# 激突!アメリカン筋肉バトル
『激突!アメリカン筋肉バトル』（げきとつ アメリカンきんにくバトル）は、1992年10月16日から1993年3月までテレビ東京系列局で放送されていたテレビ東京製作のスポーツバラエティ番組。

## 概要
アメリカの人気番組『American Gladiators』全盛期の映像を日本語に吹き替えし放送していた番組で、間に司会の蔵間竜也とかとうれいこによるやり取りを挿んでいた。エンディングでは、毎回かとうが蔵間にグラディエーターズへの参加を促していた。
途中からダチョウ倶楽部による、メンバー3人がグラディエーターを目指して特訓する、という設定のミニコーナーが挿入された。
毎週金曜 19:00 - 19:54 （日本標準時、以下同）に放送されていたが、1993年3月12日放送分をもって終了した。

## 出演者
- 蔵間竜也
- かとうれいこ
- みるく
- ダチョウ倶楽部
- バッキー木場 実況・ナレーション

| テレビ東京系列 金曜19:00枠 | テレビ東京系列 金曜19:00枠                                   | テレビ東京系列 金曜19:00枠                          |
| 前番組 | 番組名                                                       | 次番組                                              |
| --- | ------------------------------------------------------------ | --------------------------------------------------- |
| 武田鉄矢のぐるり日本!三度笠 （1991年10月18日 - 1992年9月25日） ※19:00 - 19:30横山光輝 三国志 （1991年10月18日 - 1992年9月25日） ※19:30 - 20:00 | 激突!アメリカン筋肉バトル （1992年10月16日 - 1993年3月12日） | おまかせ!山田商会 （1993年4月23日 - 1996年3月15日） |